# 麦逊宫
麦逊宫（Mansion House） 是菲律宾总统的夏季官邸，位于该国的夏都，吕宋岛北部山区的碧瑶，海拔5,000英尺（1,500）。

## 历史
麦逊宫建于1908年，作为美国总督威廉·卡梅伦·福布斯的夏季官邸，其名称也是来自于福布斯在新英格兰的夏季别墅。建筑师威廉·E·帕森斯在丹尼尔·H·伯纳姆的初步计划基础上进行设计，后者是碧瑶城市的规划者，根据城市美化运动的理念设计了这座山中度假地。
菲律宾联邦成立后，该建筑移交给菲律宾总统。二战期间，该建筑损毁严重，1947年修复。此后历届菲律宾总统来到碧瑶，均在此居住和办公。 
麦逊宫是许多国际会议的召开地点，也是若干重要历史事件的发生地点，例如1947年联合国亚洲和远东经济委员会第二次会议，1948年粮农组织第二次会议，1950年东盟第一次会议（碧瑶会议）。

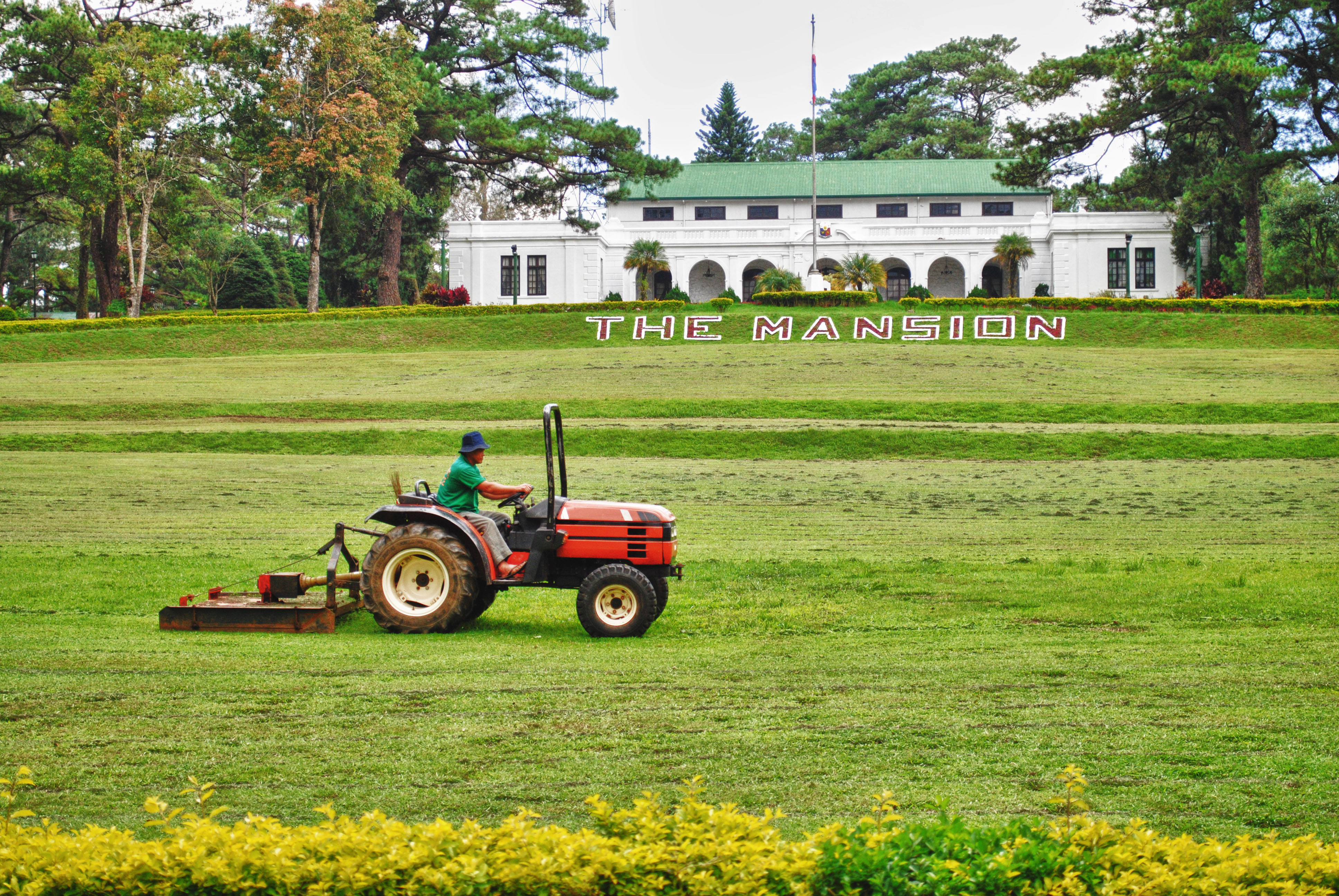
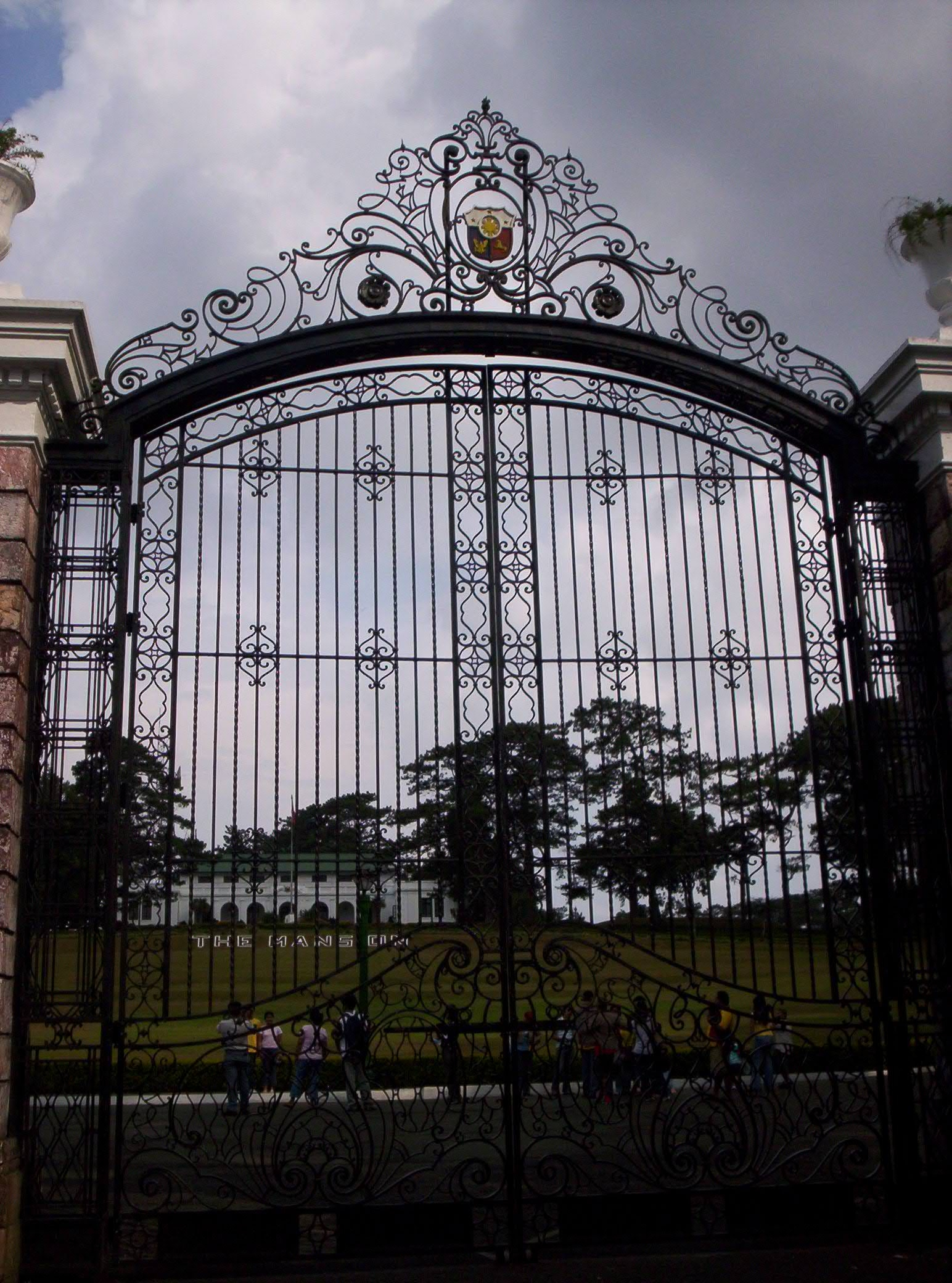
大门
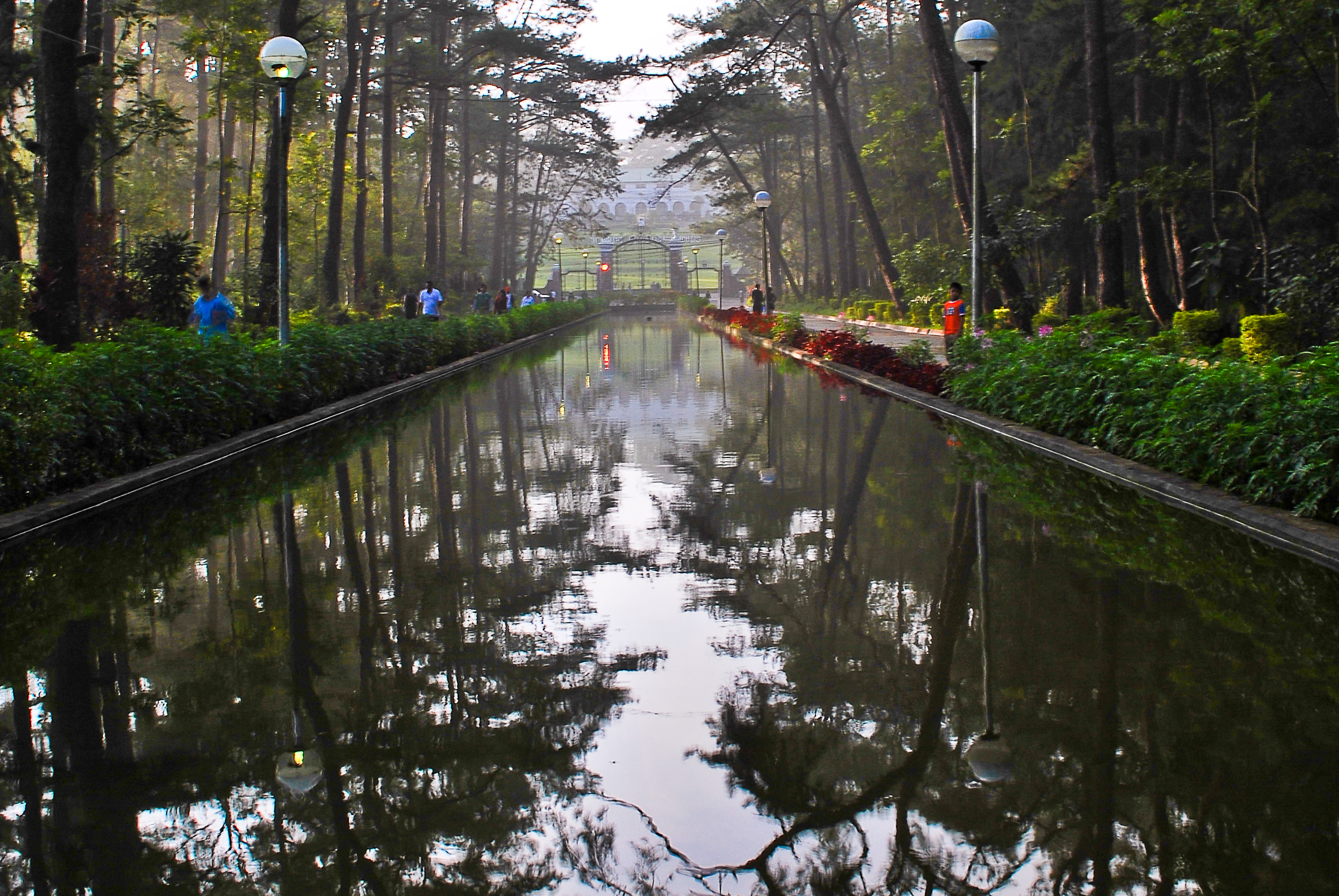
对面的公园